# Devil's Path
Devil's Path este cel de-al doilea EP al formației Dimmu Borgir. Este primul album cu Nagash. Acest EP a fost înregistrat fără Stian Aarstad deoarece acesta își efectua stagiul militar.
În 1999 a fost relansat de casa de discuri Hammerheart Records împreună cu Old Man's Child pe compilația Sons of Satan Gather for Attack.

## Lista pieselor
1. "Master of Disharmony" – 06:05
2. "Devil's Path" – 05:29
3. "Nocturnal Fear" – 03:23
4. "Nocturnal Fear (Celtically Possessed)" – 03:28

## Personal
- Shagrath - vocal, chitară, sintetizator
- Silenoz - chitară ritmică
- Tjodalv - baterie
- Nagash - chitară bas